# Листвянка (Красноярский край)
Листвянка — упразднённая деревня в Большеулуйского района Красноярского края. На момент упразднения входила в состав Новоеловского сельсовета. Упразднена в 2001 году.

## География
Располагалась на правом берегу реки Листвянка (приток реки Большой Улуй), на расстоянии приблизительно 3 км по прямой к югу от села Новая Еловка.

## История
Основана в 1896 году. По данным на 1926 год состоял из 117 хозяйств. В административном отношении являлась центром Листвянского сельсовета Ачинского района Ачинского округа Сибирского края.

## Население
По данным переписи 1926 года в деревне проживало 678 человек (327 мужчин и 351 женщина), основное население — русские.